# Криминалци у оделима
Бело одело (енгл. White Collar), позната и као Бело одело, је америчка драмска телевизијска серија чији је творац Џеф Истин, док су у главним улогама Тим Дикеј као ФБИ специјални агент Питер Берк и Мет Бомер као Нил Кефри, веома интелигентни и мултиталентована варалица који ради као Бјурков доушник. У осталним главним улогама се појављују Вили Гарсон и Тифани Тисен. Премијера серије била је 23. октобра 2009. године и емитовано је шест сезона, са последњом сезоном која се завшила 18. децембра 2014. године на USA Network.
У Србији се емитовала на каналима Fox и Нова С. Серија се емитовала титлована на српски.

## Радња
Нил Кефри, позната варалица, фалсификатор и лопов, заробљен је након трогодишње игре мачаке и миша са ФБИ-ом, посебно специјалним агентом Питером Берком. Са само три месеца у својој четворогодишњој казни, он бежи да тражи своју девојку, Кејт. Петер Берк поново проналази Кефрија и враћа га у затвор. Овог пута, Кефри предлаже споразум да помогне Берку да ухвати опасне криминалце са белим крагама код ФБИ-а као део програма ослобађања од посла. Након неког оклевања, Берк се слаже. На тај начин започињу свој неконвенционалан и тестиран однос.